# Gudusia variegata
Gudusia variegata är en fiskart som först beskrevs av Day, 1870.  Gudusia variegata ingår i släktet Gudusia och familjen sillfiskar. IUCN kategoriserar arten globalt som livskraftig. Inga underarter finns listade i Catalogue of Life.